# 1908년 하계 올림픽 모터보트 C급
1908년 하계 올림픽 모터보트 남자 C급은 영국 런던에서 개최된 1908년 하계 올림픽 모터보트의 세부 종목이다. 8월 29일에 경기가 진행되었고, 1개국에서 선수 5명이 참가하였다. C 클래스는 길이가 6.5미터 이상 8미터 이하인 보트로 참가하는 종목이다.

## 경기장
| 도시       | 경기장          | 원어명            | 비고 |
| ---------- | --------------- | ----------------- | ---- |
| 사우샘프턴 | 사우샘프턴 워터 | Southampton Water |      |

## 경기 결과
| 순위 | 국가       | 선수                                                    | 배      | 기록 |
| ---- | ---------- | ------------------------------------------------------- | ------- | ---- |
| 1    | 영국 (GBR) | 베너드 레드우드 이삭 토머스 토니크로프트 존 필드 리차즈 | Gyrinus | 불명 |
| -    | 영국 (GBR) | 워릭 라이트 토머스 웨스턴                               | Sea Dog | DNF  |

## 메달리스트
| 금                                                                       | 은   | 동   |
| 영국 (GBR) · 버너드 레드우드 · 이삭 토머스 토니크로프트 · 존 필드 리차즈 | 없음 | 없음 |

## 참고 자료
- (영어) 국제 올림픽 위원회 메달리스트 데이터베이스
- 국제 올림픽 위원회 - 1908년 하계 올림픽 모터보트 경기 결과 (영어)
- (영어) De Wael, Herman. “Herman's Full Olympians: "Motorboating 1908".”. 2016년 3월 3일에 원본 문서에서 보존된 문서. 2018년 12월 12일에 확인함.
- Cook, Theodore Andrea (1908). 《The Fourth Olympiad, Being the Official Report》. London: British Olympic Association.